# 尾叶那藤
尾叶那藤（学名：Stauntonia obovatifoliola sp. urophylla）为木通科野木瓜属下的一个亚种。